# Ryuichi Doi
Ryuichi Doi (en japonés:|土肥 隆一, Seúl, 11 de febrero de 1939-22 de enero de 2016) fue un clérigo y político japonés en la cámara de representantes por el  Partido Socialdemócrata.

## Biografía
Nació en Corea, durante la ocupación japonesa, y estudió en el Seminario Teológico Unido de Tokio.